# Jürgen Driessen

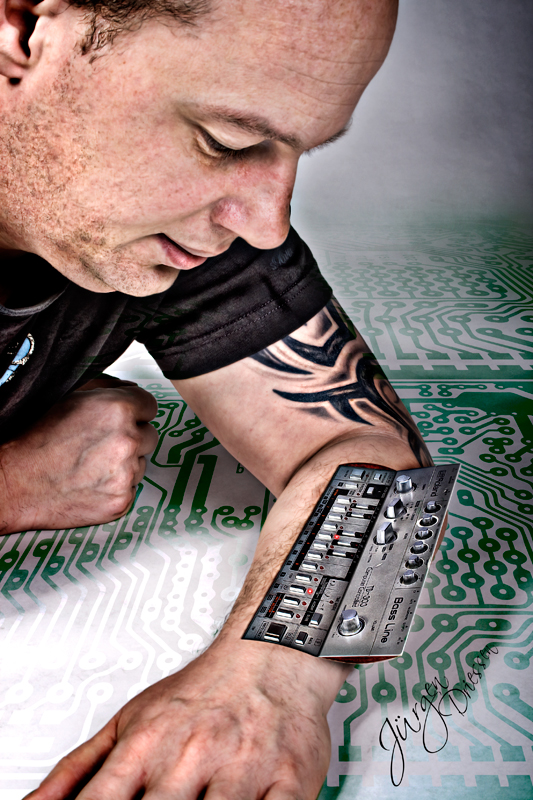
Jürgen Driessen (Fotomontage, 2009)

Jürgen Driessen (* 3. Juli 1967 in Düsseldorf) ist ein Musikproduzent, DJ und Live-Act aus Düsseldorf.
Jürgen Driessen hat unter vielen verschiedenen Namen veröffentlicht und ist bei vielen Projekten beteiligt. Dazu gehören Charterfolge wie Marc Et Claude oder Bruce Wayne genauso wie Exit EEE, Acrid Abeyance oder Oliver Klein.

## Leben
Driessen begann mit professionellem Auflegen in Diskotheken mit 18 Jahren. 1993 traf er Marc et Claude und DJ Bossi (aka Cosmic Gate), mit denen er an seiner ersten professionellen Aufnahme arbeitete.
Eine ihrer nachfolgenden Produktionen wurde das erste Release auf dem Label Le Petit Prince/Alphabet City. Der Durchbruch gelang Driessen 1994 mit einem Remix für die Single "La Cucamarcha", wofür er seine erste goldene Schallplatte erhielt. Es folgte mit dem Release "Epidemic" sein bislang erfolgreichster Club Hit, den er zusammen mit Ramon Zenker unter dem Pseudonym Exit EEE veröffentlichte. Kurz darauf beschäftigte Driessen sich mit Acid House und produzierte zusammen mit DJ Plank seine Debütveröffentlichung „Acid War“ auf Important Records. 1994 war auch das Jahr, in dem er A&R bei Important Records wurde. Er formte mit DJ Plank das Projekt Acrid Abeyance. In der Zwischenzeit ging Jürgen sowohl als Exit EEE als auch als Acrid Abeyance auf eine weltweite teils live/teils DJ-Tour mit Auftritten unter anderem auf der Loveparade, Tribal Gathering (UK) und dem Club UK in London.
Inzwischen hat Driessen über 200 verschiedene Tonträger veröffentlicht, darunter auch mehrere Chart Entries, sowie etwa ebenso viele Remixe für Acts wie Frankie Goes to Hollywood, Mr. President, Sash, Armand van Helden oder Green Velvet. Driessen wurde hierfür mehrfach mit goldenen Schallplatten ausgezeichnet. 2000 arbeitete er zusammen mit Oliver Klein an Produktionen wie „Rheinkraft“ und „Timeloop“. Bis heute (Oktober 2008) hat er zehn Platten unter seinem eigenen Namen veröffentlicht, die auf Labels wie Mutekki, Hook Recordings, Maelstrom, NEWS und Stik erschienen sind.

## Releases
- Mutekki E.P. (12", EP) – Stik Records 2000
- Koto Buki / Tenshi (10") – Mutekki 2001
- Koto Buki EP (2x12") – Maelstrom Records 2001
- Help Me (12") – Mutekki 2002
- Serial Killa (12") – Lock 2002
- Testwalk / Counter Culture (10") – Mutekki 2002
- Testwalk / Counter Culture (12") – Mutekki 2002
- Help Me (12") – Hook Recordings 2003
- Passion (12") – Mutekki 2003
- The Message / Abacus (12") – Mutekki 2004
- Ocean Of Life (12") – Electribe Records 2005
- Right Or Wrong (12") – Mutekki 2006
- The Message (Remixes) (12") – Mutekki 2006
- Rheingold / Sing Sang (12") – Blu Fin 2008
- Signal (12") – PlusMinus Recordings 2009

## Projekte
- Jürgen Driessen
- Oliver Klein
- Acrid Abeyance
- Exit EEE
- Mutekki Media Ltd.
- Marc Romboy